# František Weigend
František Weigend (* 5. prosince 1951) je bývalý český fotbalista, obránce. Doteď žije v Dubí 2.

## Fotbalová kariéra
Hrál za TJ Sklo Union Teplice (1972–1983). V československé lize nastoupil ve 140 utkáních a dal 11 gólů. S Františkem Frankem vytvořili kvalitní stoperskou dvojici. Kariéru ukončil v létě 1983, kdy se dlouhodobě zranil.

## Ligová bilance
| Ročník                                   | Zápasy | Góly | Klub          |
| ---------------------------------------- | ------ | ---- | ------------- |
| 1. československá fotbalová liga 1972/73 | 4      | 0    | TJ SU Teplice |
| 1. československá fotbalová liga 1973/74 | 7      | 1    | TJ SU Teplice |
| 1. československá fotbalová liga 1974/75 | 19     | 1    | TJ SU Teplice |
| 1. československá fotbalová liga 1975/76 | 21     | 2    | TJ SU Teplice |
| 1. československá fotbalová liga 1976/77 | 29     | 3    | TJ SU Teplice |
| 1. československá fotbalová liga 1977/78 | 30     | 1    | TJ SU Teplice |
| 1. československá fotbalová liga 1978/79 | 30     | 3    | TJ SU Teplice |
| CELKEM                                   | 140    | 11   |               |